# Theodor Günther
Erdmann Theodor Günther (* 1823; † 7. August 1889 in Saalhausen) war ein deutscher Rittergutsbesitzer und konservativer Politiker (Liberale Reichspartei, Deutsche Reichspartei). Er war Abgeordneter des Sächsischen Landtags und des Reichstags.

## Leben und Wirken
Günther wuchs in der sächsischen Industriestadt Chemnitz auf, wo er eine kaufmännische Ausbildung abschloss. Nach Erlangung der Mündigkeit übernahm er das väterliche Rittergut Saalhausen bei Oschatz, zu dem 155 ha Grundbesitz gehörten, auch aktiv Landwirt in den Fachverbänden. Günther blieb zeitlebens unverheiratet. Er unternahm zahlreiche Reisen durch ganz Europa.
Günther war einer der führenden Konservativen im Königreich Sachsen. Der II. Kammer des Sächsischen Landtags gehörte er zunächst von 1860 bis 1869 als Vertreter der Rittergutsbesitzer des Meißner Kreises an. Nach der Wahlrechtsreform von 1868 vertrat er von 1869 bis zu seinem Tod den 20. ländlichen Wahlkreis. Er gehörte dem Landesausschuss zur Verwaltung der Staatsschulden an und unterzeichnete als solcher eigenhändig 121.983 Stück vom Staat ausgegebene Wertpapiere.
Von 1867 bis zu seinem Tod vertrat er den 11. sächsischen Wahlkreis (Oschatz-Wurzen-Grimma) im konstituierenden und ordentlichen Reichstag des Norddeutschen Bundes und im Reichstag des deutschen Kaiserreichs. Er vertrat zunächst die Liberale Reichspartei, trat dann aber in die Deutsche Reichspartei über. Er war Gründungsmitglied des Konservativen Landesvereins im Königreich Sachsen.
Günther war 1871, 1874, 1876 und 1881 Mitglied der sächsischen Landessynode der evangelisch-lutherischen Landeskirche. Seit 1878 gehörte er dem Landeskulturrat an. Zumindest 1885 ist er als Vizevorsitzender der Meißner Kreisstände nachgewiesen.
Er war Verfasser verschiedener politischer und volkswirtschaftlicher Broschüren u. a. über den Realkredit, das Steuerwesen und über landwirtschaftliche Fragen.
Nach seinem Tod wurde am 24. August 1889 in der Amtshauptmannschaft Oschatz ein größeres Kapital als Güntherstiftung ausgesetzt.